# Вулиця Захарова (Мінськ)
Вулиця Захарова — вулиця в Партизанському районі Мінська, що названа на честь Івана Антоновича Захарова (1898—1944) — державного діяча БССР.

### Перехрестя
- з проспектом Незалежності (Площа Перемоги)
- з вулицею Рум'янцева
- з Військовим провулком
- з Броньовим провулком
- з вулицею Першотравневою (з трамвайними коліями)
- з вулицею Змитрока Бядули
- з вулицею Азгура
- зі Слюсарною вулицею
- з Солом'яною вулицею
- з Нагірною вулицею
- з вулицею Андріївською
- зі Смоленською вулицею

## Об'єкти, що становлять історико-культурну цінність
- Будинок 19
- Будинок 23
- Будинок 25
- Будинок 27 — чотириповерхова 32-квартирна житлова будівля, зведена 1954 року, історико-культурна цінність Білорусі [a]. У ній мешкала оперна співачка Лариса Александровська На її честь на фасаді будинку 1981 року встановлена меморіальна дошка[1].
- Будинок 31
- Будинок 30
- Будинок 44

## Підприємства, організації та бізнес-точки
- МТБанк (вул. Захарова, 17 (проспект Незалежності, 40))
- Авіакаси (вул. Захарова, 17 (проспект Незалежності, 40))
- ID Bar (вул. Захарова, 19)
- Аптека № 18 РУП «Белфармация» (вул. Захарова, 23)
- Медичний центр «Аналіз Мед» (вул. Захарова, 50Д)
- Станція швидкої допомоги (вул. Захарова, 52, корп. 1)
- Стоматологічна поліклініка № 9 (вул. Захарова, 52, корп. 2)
- Адміністрація Партизанського району міста Мінська (вул. Захарова, 53)
- Белтелеком (вул. Захарова, 55; вул. Захарова, 57)
  - Їдальня Белтелеком (вул. Захарова, 55)
- ДІАЦ Міністерства освіти Республіки Білорусь (вул. Захарова, 59)
  - Науково-педагогічна бібліотека (вул. Захарова, 59)
- Аптека № 47 РУП «Белфармация» (вул. Захарова, 67, корп. 2)
- Посольство Литви в Мінську (вул. Захарова, 68)
- Мінськдрев
- Автомийка «Мийка-Р»
- Автомайстерня «Євромеханіка»
- Шиномонтаж

### Навчальні заклади
- Мінський державний лінгвістичний університет (вул. Захарова, 21 (вул. Рум'янцева, 10))
- ГУО «Дитяча хореографічна школа мистецтв № 2 р. Мінська» (вул. Захарова, 50Б)
- Гімназія № 7 (вул. Захарова, 58)
- Мінська школа кіно (вул. Захарова, 59)
- Дитячий садок № 239 (вул. Захарова, 61А)
- Дитячий садок № 260 (вул. Захарова, 62)

## Виноски
1. ↑  код 713G000312